# Trigonopsis violascens
Trigonopsis violascens är en biart som först beskrevs av Karl Wilhelm von Dalla Torre 1897.
Trigonopsis violascens ingår i släktet Trigonopsis och familjen grävsteklar. Inga underarter finns listade i Catalogue of Life.